# Stanisław Bukowski (inżynier)
Stanisław Bukowski (ur. 21 stycznia 1904 w Rypinie, zm. 1 marca 1979 w Białymstoku) – inżynier architekt, urbanista, konserwator zabytków.

## Życiorys
Urodził się 21 stycznia 1904 roku w Rypinie. Początkowo uczęszczał do gimnazjum im. S. Żuchowskiego, a następnie do Gimnazjum im. Tadeusza Reytana w Warszawie, które ukończył w 1922 roku. W latach 1922–1933 studiował na Wydziale Architektury Politechniki Warszawskiej, gdzie uzyskał tytuł inżyniera architekta. W 1933 roku praktykował w biurze projektowym prof. Czesława Przybylskiego, a następnie, dzięki stypendium Wydziału Architektury PW wyjechał za granicę do krajów europejskich oraz do Afryki Północnej. Po powrocie do Polski w 1934 roku pracował na Wydziale Architektury PW, jako starszy asystent prof. Franciszka Krzywdy-Polkowskiego w Katedrze Architektury Wnętrz i Krajobrazu.
W latach 1936–1940 Stanisław Bukowski zatrudniony był na stanowisku asystenta prof. Romualda Gutta w Miejskim Biurze Urbanistycznym w Wilnie. Poza pracownią, zapewne w ramach prywatnej działalności architektonicznej, uczestniczył w projektowaniu obiektów użyteczności publicznej, budynków willowych oraz pracach przy zabytkach. Poznał tam swoją przyszłą żonę – Placydę Siedlecką (ur. 21 października 1907, zm. 18 grudnia 1974), absolwentkę malarstwa na Wydziale Sztuk Pięknych Uniwersytetu Stefana Batorego w Wilnie, z którą wziął ślub w roku 1937. Z tego małżeństwa urodził mu się jedyny syn Andrzej (1951–2004).

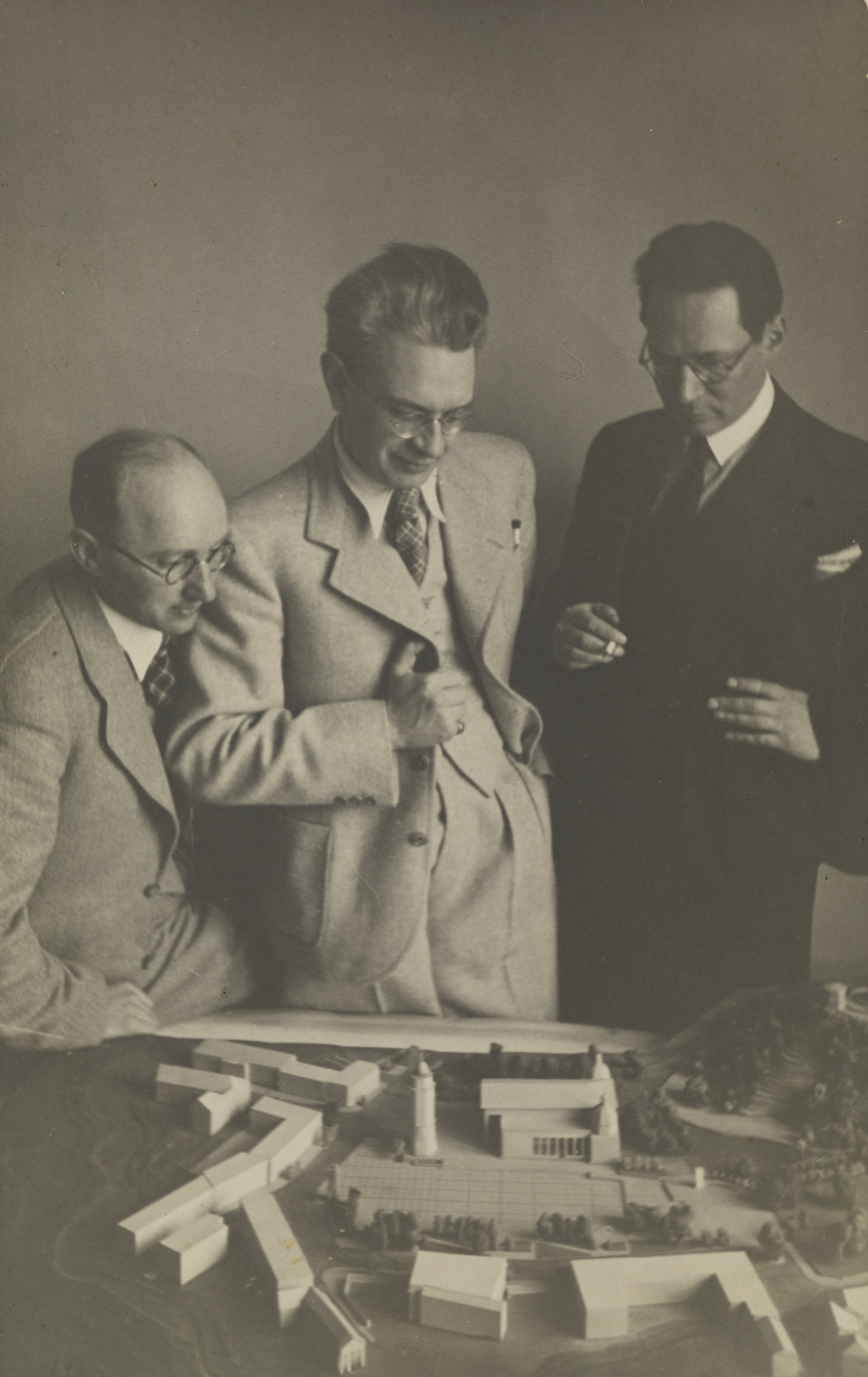
Stanisław Bukowski w z dwoma kolegami nad makietą urbanistyczną Wilna, 1930–1939

Po wybuchu II wojny światowej pracował początkowo jako naczelnik i główny architekt wileńskiego oddziału Przedsiębiorstwa Projektowo-Planistycznego Litewskiej Socjalistycznej Republiki Radzieckiej, biorąc udział w poważnych przedsięwzięciach inżynieryjno-budowlanych. Następnie razem z żoną utrzymywał się z zajęć dorywczych, jak malowanie pocztówek i szycie strojów komunijnych.
Na początku 1945 roku Stanisław Bukowski osiedlił się na stałe w Białymstoku, rodzinnym mieście żony. Rozpoczął tu pracę jako jeden z trzech architektów, w rękach których spoczywały wszystkie problemy projektowo-budowlane całego województwa. Prace projektowe dotyczące zabezpieczenia, a następnie odbudowy i rekonstrukcji zniszczonych zabytków wykonywał początkowo osobiście na zlecenie Ministerstwa Kultury i Sztuki, następnie wraz z niewielką grupą współpracowników w Pracowni Konserwacji Zabytków Architektury, zorganizowanej wspólnie z pierwszym powojennym Wojewódzkim Konserwatorem Zabytków Władysławem Paszkowskim. Pracownią tą kierował w latach 1948–1950 oraz 1952–1958.
W kolejnych latach Stanisław Bukowski piastował odpowiedzialne stanowiska w instytucjach urbanistyczno-architektonicznych, w Państwowej Pracowni Konserwacji Zabytków, Centralnym Biurze Projektów Architektonicznych i Budowlanych Miastoprojekt – Wschód (1950–1952), Białostockim Biurze Projektów Budownictwa Ogólnego (1958–1970) oraz Komitecie Zakładowym Gminnej Spółdzielni „Samopomoc Chłopska” (1969–1974). Często wchodził w skład komisji techniczno-opiniodawczych, m.in. był przewodniczącym Komisji Architektoniczno-Budowlanej przy Wydziale Budownictwa Prezydium WRN, rzeczoznawcą-doradcą do spraw urbanistyki w Dziale Budownictwa Urzędu Wojewódzkiego w Białymstoku oraz członkiem wielu komisji artystycznych.
Poza działalnością ściśle zawodową w latach 1946–1952 zajmował się również dydaktyką jako nauczyciel projektowania w Liceum (później Technikum) Budowlanym w Białymstoku.
Był współzałożycielem, członkiem i okresowo prezesem białostockiego Towarzystwa Przyjaciół Sztuk Pięknych, członkiem oddziału Związku Polskich Artystów Plastyków, wiceprezesem i skarbnikiem białostockiego oddziału Stowarzyszenie Architektów Polskich, członkiem Białostockiego Towarzystwa Naukowego i Polskiego Towarzystwa Archeologicznego.
Zmarł w Białymstoku i został tam pochowany na cmentarzu św. Rocha. Spoczywa tam wraz z żoną i synem.

## Praca architektoniczna
Stanisław Bukowski pierwsze znaczące prace projektowe rozpoczął w Wilnie, gdzie zajmował się przede wszystkim architekturą przestrzeni, biorąc m.in. udział w regulacji wileńskiego Placu Katedralnego (1936–1937). Projekt opracowany wspólnie z Leszkiem Teodozym Dąbrowskim, pod kierunkiem prof. Romualda Gutta, był ostro krytykowany w miejscowym środowisku artystycznym, szczególnie przez znanego wileńskiego artystę Ludomira Sleńdzińskiego i publicystę Kazimierza Kieniewicza. Zaproponowane przez Miejskie Biuro Urbanistyczne rozwiązanie Placu Katedralnego wprowadzało zieleń do śródmieścia zamiast proponowanej dużej liczby symbolicznych rzeźb, ustawionych na prostokątnym placu. Efektem sporu były liczne publikacje na łamach miejscowej prasy i specjalistycznych periodyków. Mimo tych kontrowersji Zarząd Miejski zdecydował w 1938 roku o realizacji projektu MBU i ogłosił konkurs na pomnik Marszałka Piłsudskiego, który miał stanąć na placu. Stanisław Bukowski uczestniczył w pracach komisji Sądu Konkursowego powołanego przez Wojewódzki Komitet Uczczenia Pamięci Marszałka Józefa Piłsudskiego. W rozpisanym w roku 1937 ograniczonym konkursie na opracowanie plastyczne mauzoleum grobów królewskich w Katedrze Wileńskiej, zaprojektowanym w latach 30 XX w. przez prof. Juliusza Kłosa, jego projekt uzyskał I nagrodę, wygrywając z propozycją ówczesnego architekta miejskiego Wilna – Stefana Narębskiego. Projekt został częściowo zrealizowany na krótko przed wojną. Wspólnie z profesorem Romualdem Guttem zaprojektował w duchu umiarkowanego modernizmu budynek Szkoły Powszechnej (1938–1939), stadion sportowy (1938) oraz kilka modernistycznych budynków mieszkalnych.
Po wybuchu II wojny światowej, w okresie od kwietnia do grudnia 1940 roku zatrudniony był jako pracownik kontraktowy przy pracach związanych z planowaniem i urządzaniem kurortu Kulautuva. Następnie pracował jako główny architekt budowy ziemnego wału regulującego ujście Wilii do Niemna.
Po przybyciu do Białegostoku objął kierownictwo prac przy ukończeniu kościoła św. Rocha, rozpoczętego w latach 20. XX w. według projektu Oskara Sosnowskiego. Wspólnie z żoną oraz artystami Stanisławem Horno-Popławskim, Aleksandrem Welsem i Ireną Pławską uczestniczył w pracach projektowych związanych z zagospodarowaniem terenu wokół świątyni i wyposażeniem jej wnętrza (projekty schodów, krużganków i wystroju wnętrza, 1945–1962). Wraz z Leszkiem Teodozym Dąbrowskim był również autorem pierwszego po II wojnie, niezrealizowanego planu przebudowy Białegostoku z lat 1945–1946. Jednocześnie, w ramach Pracowni Konserwacji Zabytków Architektury, kierował pracami przy odbudowie i konserwacji szeregu zabytków na terenie dawnego województwa białostockiego. Głównym priorytetem konserwatorskim była odbudowa zespołu pałacowo-ogrodowego Branickich w Białymstoku (1946–1955) wraz z przywróceniem wystroju architektonicznego z połowy XVIII w. i adaptacją na Pałac Kultury Ludowej. Z uwagi na sprzeciw w sprawie zmiany przeznaczenia zabytku na potrzeby Akademii Medycznej, Stanisława Bukowskiego odsunięto na 3 lata od kierownictwa odbudowy pałacu i pracy w PPKZ.
Stanisław Bukowski był również autorem projektów i kierownikiem prac przy szeregu białostockich zabytków, m.in.: odbudowie kamienicy mieszczańskiej przy ul. Sienkiewicza 2 (wspólnie z Władysławem Paszkowskim, 1946–1952), Pałacyku Gościnnego przy ul. Kilińskiego 6 (1947–1952), klasztoru Sióstr Miłosierdzia przy Rynku Kościuszki 5 (1947–1949), komory celnej przy Al. Jana Pawła (1947–1949), budynku Loży Masońskiej przy ul. Kilińskiego 16 (wspólnie z L. Jaroszem, 1947–1952), Zbrojowni przy Rynku Kościuszki 4 (wspólnie z Zenonem Filipczukiem, 1951–1956), projektów wnętrz Ratusza (1955), projektu zagospodarowania Rynku Kościuszki (wspólnie z Zenonem Filipczukiem, 1955), rozbudowy Rzemieślniczej Szkoły Żydowskiej przy ul. Lipowej 41 D (1965–1967).
Osoba architekta związana jest także z odbudową i konserwacją następujących zabytków z terenu woj. białostockiego: kościół w Goniądzu (nadzór przy odbudowie, 1945–1955), kościół w Krypnie (projekt odbudowy wieży, 1946), kościół w Choroszczy (projekt odbudowy wspólnie z Leszkiem Teodozym Dąbrowskim, 1946–1948), pofranciszkański kościół klasztorny w Drohiczynie (projekt odbudowy, 1946–1954), pokamedulski kościół klasztorny w Wigrach (projekt odbudowy, 1947–1952), pobazyliański klasztor i pałac Archimandrytów w Supraślu (wspólnie z Władysławem Paszkowskim i Zenonem Filipczukiem, 1947–1955), kościół w Trzciannem (projekt rozbudowy, 1948–1949), kościół w Hodyszewie (nadzór przy odbudowie, 1949 oraz projekt wystroju wnętrza, I. 60. XX w.), kościół katedralny w Łomży (projekt konserwacji i częściowa regotycyzacja wspólnie z Władysławem Paszkowskim i Zenonem Filipczukiem, 1951–1958), kościół w Raczkach (projekt konserwacji i rewaloryzacji, 1964), kościół w Gródku (projekt wyposażenia wnętrza, I. 60. XX w.) oraz prace dokumentacyjne i inwentaryzacyjne wielu innych zabytków.
Drugą główną dziedziną twórczości Stanisława Bukowskiego była architektura sakralna i użyteczności publicznej. W Białymstoku zrealizowano według jego projektów gmach Zarządu Miejskiego przy ul. Branickiego 9 (1947), przebudowę drewnianej kaplicy na cmentarzu św. Rocha (I. 40 XX w.), modernistyczną świątynię w białostockiej dzielnicy Dojlidy (projekty wnętrz wspólnie z żoną, 1947–1955), kamienicę przy Rynku Kościuszki 22 (I. 40 XX w.), rozbudowę kaplicy przy ul. Poleskiej 42 (k. I. 40. XX w.), gmach Ośrodka Wyszkolenia Pożarnictwa przy ul. Lipowej 32 (1950), ambulatorium szpitala św. Rocha przy ul. Antoniuk Fabryczny 45 (ok. 1957), socrealistyczny gmach KW PZPR, tzw. Dom Partii przy Placu Uniwersyteckim (1951–1952) i Hotel Miejski (ob. „Cristal") przy ul. Lipowej 3 (1951–1954).
Pozostałe zrealizowane projekty poza Białymstokiem to: kościół w Chodorówce Nowej (1946–1952), kościół we wsi Granne (1948–1962), kościoły w Przytułach (1950–1955) i Niemyjach Nowych (1950–1961), dom organistowski we wsi Jałówka (I. 50 XX w.), plebania w stylu dworkowym we wsi Raczki (1959–1960).
Szereg planów Stanisława Bukowskiego nie doczekało się realizacji, jak np.: kaplica pomordowanych w Krasowie-Częstkach (1946), kościoły w Pogorzałkach (1946), Czarnej Białostockiej (1957), Puchałach (40/50 XX w.), dom zdrowia i kultury w Chlebiotkach (1957), a także świątynie w Białymstoku – na cmentarzu św. Rocha (I. 50 XX w.) i przy ul. Wiejskiej (1962) oraz w Jeżewie Starym (l. 70 XX w.). Wiele projektów, zwłaszcza w zakresie wyposażenia i dekoracji wnętrz, wykonywał wspólnie z żoną.
Pod koniec życia został autorem kilkudziesięciu szkiców popularnonaukowych, przeważnie pozostałych w maszynopisie, częściowo drukowanych.

## Odznaczenia i nagrody
W 1956 roku uzyskał nagrodę Komitetu Urbanistyki i Architektury za projekt odbudowy i przebudowy Pałacu Branickich w Białymstoku, w 1957 zespołową nagrodę KUiA za plan realizacyjny śródmieścia m. Białegostoku i nagrodę m. Białegostoku za odbudowę zabytków.
Został odznaczony Srebrnym Krzyżem Zasługi za całokształt działalności architektonicznej (1959), Krzyżem Kawalerskim Orderu Odrodzenia Polski (1969) oraz odznaką honorową „Zasłużony Białostocczyźnie” (1973).